# Kościół Świętej Rodziny w Gdyni
Kościół świętej Rodziny w Gdyni – rzymskokatolicki kościół parafialny należący do parafii pod tym samym wezwaniem (dekanat Gdynia-Chylonia archidiecezji gdańskiej). Znajduje się w dzielnicy Grabówek.

## Historia

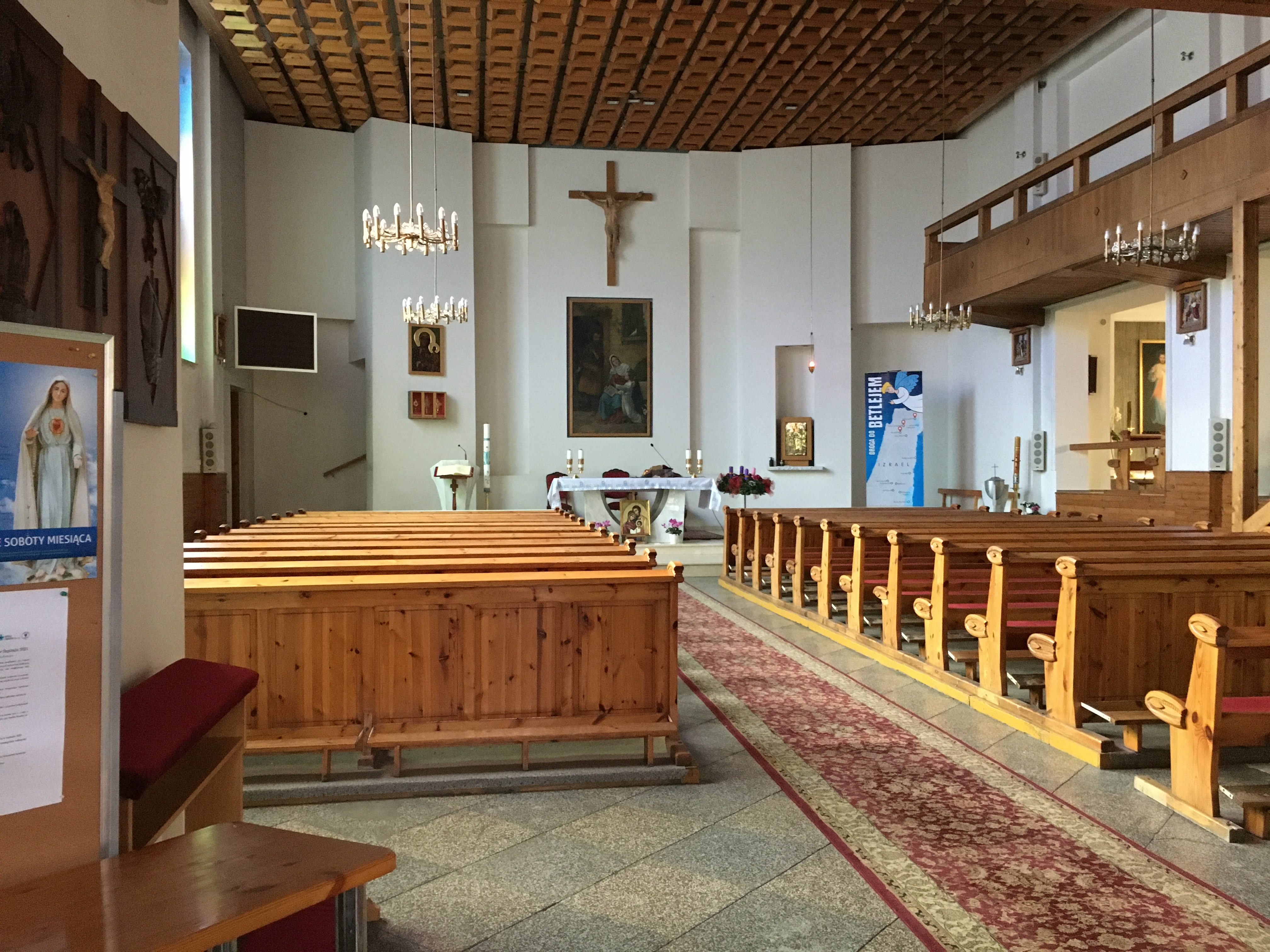
Wnętrze (2021)

Świątynia w pierwotnym zamyśle miała być prowizoryczna, a w prośbie o pozwolenie na budowę z kwietnia 1931 roku ksiądz Wojciech Surman, inicjator budowy i przyszły proboszcz pisał o niej jako o „prowizorycznej sali parafialnej wraz z mieszkaniami”. Ostatecznie powstała jednak budowla trwała, wzniesiona mocno i solidnie. Prace przy budowie zostały rozpoczęte w dniu 17 maja, świątynia została poświęcona już w dniu 11 października 1931 roku, chociaż prace budowlane były jeszcze kontynuowane - tak więc tempo budowy było imponujące. Ich głównym wykonawcą była firma „Ge-Te-Pe”, kierowana przez inżyniera Stefana Jaroszewskiego i inżyniera Romualda Müllera.
Sam projekt świątyni został opracowany przez Jerzego Müllera – wybitnego polskiego architekta i modernisty, współtwórcy oprawy architektonicznej poznańskiej Powszechnej Wystawy Krajowej z 1929 roku i jednego najlepszych architektów z Gdyni. Na początku lat trzydziestych kierował on Oddziałem Zabudowy Wydziału Technicznego Komisariatu Rządu w Gdyni, natomiast plany świątyni wykonał w marcu 1931 roku – być może pro bono. Początkowo ze względu na awangardową formę, ich akceptacja w Kurii Biskupiej w Pelplinie napotykała na pewne trudności - ostatecznie zaakceptowane zostały po drobnej korekcie.
Rzeczywiście, zaprojektowana przez Jerzego Müllera świątynia była bardzo nowoczesna stylowo. Jej dynamiczny, zestawiony z prostych brył układ przestrzenny doskonale pokazuje nową drogę, na którą wkroczyła architektura. Koncepcja plastyczna została oparta na asymetrycznym zestawieniu poziomej bryły korpusu nawy z pionem wyrastającej z niego wieży, podkreślonym jeszcze dodatkowo wysuniętą w górę ścianką klinkierową podtrzymującą krzyż. Podczas wspomnianej wcześniej korekty do pierwotnego projektu
został dodany w górnej części wieży pas okien, także podkreślony klinkierem. Asymetryczna kompozycja fasady została dopełniona oszczędnym detalem i kontrastem kolorystyczno-fakturalnym ścian. Został skomponowany jak abstrakcyjne obrazy neoplastycyzmu i znacznie przy tym została stonowana kolorystyka.
Wzniesiona budowla była niewielka. Rysunki projektowe przedstawiały ją jako jednoprzestrzenną świątynię salową, z wnętrzem nakrytym drewnianym stropem. Ze względu na oszczędność finansową, projekt przewidywał budowę plebanii na tyłach świątyni, w połączeniu z nią. Pomimo że cała inwestycja została przeprowadzona przy dużym zaangażowaniu parafian, to trzeba było na nią zaciągnąć duże długi. Obecny kształt świątyni różni się nieco od oryginalnego, ponieważ w latach sześćdziesiątych XX wieku zostały zmienione podziały pól okiennych, natomiast podczas rozbudowy w 1986 roku został poszerzony od strony północne jej główny korpus. Zmiany te jednak nie wpływają na duże walory plastyczne całości, która powinna zostać poddana ochronie